# Austrian Wine Challenge Vienna
Die Austrian Wine Challenge Vienna (kurz AWC Vienna) ist einer der größten offiziell anerkannten Weinwettbewerbe der Welt.

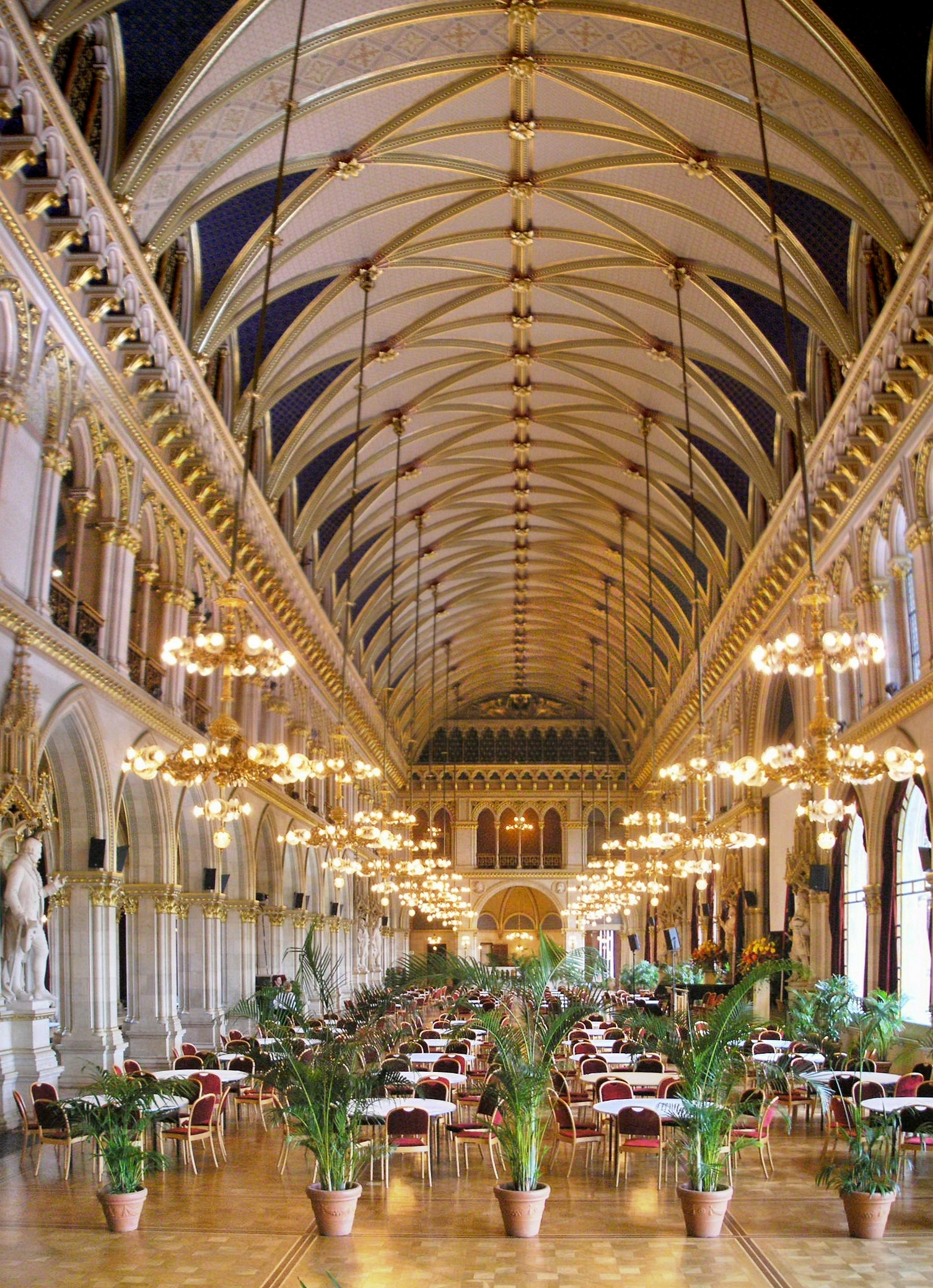
Festsaal im Wiener Rathaus

Im Jahr 2019 wurde der internationale Weinwettbewerb zum 16. Mal in ununterbrochener Reihenfolge unter der Schirmherrschaft des Bundesministeriums für Nachhaltigkeit und Tourismus und Michael Ludwig (Bürgermeister der Bundeshauptstadt Wien) und in Zusammenarbeit mit dem Bundesweinbauverband Österreichs, der Stadt Wien und dem Önologenverband ausgetragen. 2019 wurden etwa 13.000 Weine aus 42 Ländern zur Bewertung angestellt. Die Präsentation der Ergebnisse, die awc Gala Nacht des Weines findet im Wiener Rathaus statt.
Alle Weine werden an der Höheren Bundeslehranstalt und Bundesamt für Weinbau in Klosterneuburg in neutralen Einzelkabinen blindverkostet und nach dem internationalen 100-Punkte-Schema bewertet.
Die Besten der so bewerteten Weine erhalten die international wine trophies des Bewertungsjahres in vier Klassen:
- best white wine of the year – Weißwein des Jahres
- best red wine of the year – Rotwein des Jahres
- best sweet wine of the year – Süßwein des Jahres
- best sparkling wine of the year – Schaumwein des Jahres

Weitere Bewertungen sind Gold, Silver und seal of approval.
Die Medaillen des Wettbewerbs sind von der Europäischen Union als offizielle Weinauszeichnungen anerkannt und zur Anbringung auf den Weinflaschen amtlich zugelassen.